# 김봉수 (축구인)
김봉수(한국 한자: 金奉洙, 1970년 12월 4일 ~ )는 대한민국의 전직 축구 선수 출신 현 축구 지도자로 현역 시절 FC 서울과 울산 HD에서 골키퍼로 활약하였다.

## 출신학교
- 서울면목초등학교
- 동국대학교사범대학부속중학교
- 수도전기공업고등학교
- 고려대학교

## 축구인 경력

### 선수 경력
1992년 드래프트 1순위로 LG 치타스 (현 FC 서울)에 입단하여 주전 골키퍼로 활약하였으나, 1997년부터 출장 기회를 잃어 후보로 밀렸다. 결국 2000년 울산 현대 호랑이로 이적하였으나, 단 한 차례의 리그 경기에도 뛰지 못한 채 그 해 은퇴하였다.

### 국가 대표 경력
1988년 연고전에서 고려대학교 주전 골키퍼 유대순의 대타로 출전해 좋은 기량을 선보이며 대한민국 대표로 첫 선발되었다. 1988년 12월 11일 1988년 AFC 아시안컵에서 이란과의 경기로 A매치 데뷔전을 치러, 역대 최연소 A매치 데뷔 순위 2위에 올랐다.
이후 1992년 하계 올림픽 대표팀에 발탁되어 데트마어 크라머 감독의 총애 속에 지역 예선에서 주전 골키퍼로 활약하였으나, 일본과의 예선 최종전에서 옐로카드를 받아 경고 누적으로 본선에서는 출전하지 못하였다. 1996년 AFC 아시안컵에 최종 엔트리에 포함되었지만 본선 경기에서 기용되지는 않았다.

### 지도자 경력
2000년 은퇴 후, 울산 현대 호랑이에서 코치로 활동하였다. 2001년 용인시축구센터의 코치로 입단해 활동하였고, 2005년 전남 드래곤즈의 코치로 옮겨 활동하였다. 2010년 광저우 아시안 게임을 앞두고 사임한 신의손 골키퍼 코치를 대신하여 홍명보 감독이 이끄는 대한민국 U-23의 골키퍼 코치로 합류하였다. 2014년 대한민국 축구 국가대표팀에서 골키퍼 코치로 활동하다가 2015년 10월 15일에 사임하였다.
2018 시즌 후, 수원의 GK코치로 부임하였고, 2021년에 인도네시아 국가대표 GK코치로 부임하였다.

## 경력

### 선수 경력
- 1992년 ~ 1999년  LG 치타스 / 안양 LG 치타스
- 2000년  울산 현대 호랑이

### 국가 대표 경력
- 1988년 AFC 아시안컵 대표
- 1996년 AFC 아시안컵 대표

### 지도자 경력
- 2000년 울산 현대 호랑이 GK 코치
- 2001년 ~ 2004년 용인시축구센터 GK 코치
- 2005년 ~ 2009년 전남 드래곤즈 GK 코치
- 2010년 ~ 2012년 대한민국 U-23 GK 코치
- 2014년 ~ 2015년 대한민국 GK 코치
- 2018년 ~ 2021년 수원 삼성 블루윙즈 GK 코치
- 2021년 ~ 현재 인도네시아 축구 국가대표팀 골키퍼 코치

## 수상

### 클럽

#### LG 치타스 / 안양 LG 치타스
- K리그 준우승 1회 (1993년)
- 리그컵 준우승 3회 (1992년, 1994년, 1999년)

### 국가 대표팀
- 1988년 AFC 아시안컵 준우승

## 참고 자료
- 나의 선수시절63 - 김봉수' 역대 A매치 골키퍼 최연소 데뷔의 주인공[깨진 링크(과거 내용 찾기)]